# Дрекслер, Михаил Михайлович
Михаил Михайлович Дрекслер (28 января (9 февраля) 1840, Лифляндская губерния — 4 (16) июня 1885, Рига, Российская империя) — церковный деятель Русской православной церкви, протоиерей, педагог, магистр богословия, ректор Рижской (1870—1880) и Псковской духовных семинарий (1881—1885).

## Биография
Сын латыша, крестьянина Лифляндской губернии. Воспитывался в Рижском духовном училище. В 1858 году окончил Рижскую духовную семинарию, а высшее богословское образование получил в Московской духовной академии, окончив её со степенью магистра богословия.
В 1862 году был назначен в Рижскую духовную семинарию помощником ректора и сотрудником по изданию журнала «Училище Благочестия».
В 1864 году рукоположён в сан священника и отправлен для служения в рижскую Алексеевскую церковь.
В 1865 году назначен инспектором семинарии, а 1870 году был избран на должность ректора Рижской духовной семинарии и возведён в сан протоиерея. Должность ректора исполнял 11 лет, преподавая педагогику, гомилетику и литургику.
После утверждения в 1864 году «Правил об организации православных братств в Прибалтике» стал одним из первых членов совета Петропавловского братства. В 1867 году из 12 членов совета братства только трое были представителями православного духовенства: епископ Рижский Вениамин (Карелин), архимандрит Модест и протоиерей Михаил Дрекслер.
С 1874 года был в составе комиссии по переводу на латышский и эстонский языки богослужебных книг православной церкви. Будучи отличным знатоком латышского языка, он с 1870 года был одним из самых деятельных и ревностных членов комитета по переводу православных богослужебных книг на местные языки. Заботился об устройстве начальных школ для латышей.
За время своего служения в Риге отец М. Дрекслер пользовался почётной известностью среди земляков-латышей и среди всего русского православного общества Риги, уважавшего в нём превосходного проповедника, бескорыстного и преданного своему делу наставника юношества, готовившегося к духовной деятельности. Хороший оратор, он часто проповедовал, как на русском, так и на латышском языках. Латышские проповеди его стекались слушать во множестве и латыши-лютеране. Многие из них обращались под его влиянием в православие.
В 1881 году был переведён на должность ректора Псковской духовной семинарии.
Скончался 4 (16) июня 1885 года после тяжелой и продолжительной болезни. Похоронен на Покровском кладбище Риги.
Со временем его могила затерялась. И только в 2001 году членами Пушкинского общества Риги были найдены разбитые части надгробия. Памятник был восстановлен. Находится он за часовней Иоанна Поммера. На нём, как и прежде, надпись: «От благодарных учеников и почитателей».